# Московска хируршка болница у Нишу
Московска хируршка болница у Нишу била је прва саитетска установа Русије у Србији у Првом светском рату, коју је је основала  санитетска екипа упућена из Русије. Болница је основана са задатком  да помогне Србији и граду Нишу у  коме је шест месеци владала незапамћена епидемија, са високим процентом смртности, и Моравској војној болници у којој се у 1914. и 1915. години поред рањеника лечило преко 3.000 људи од пегавог тифуса, и дневно умирало и до 36 болесника.

## Предуслови
Са почетком Првог светског рата рата 1914. године у Србији је настала  хуманитарна катастрофа, на коју здравствена и медицинска служба Краљевине Србије, управо изашла из балканских ратова није могла адекватно да одговори. Иако је српска војска 1914. године године извојевала битке, на Церу и Колубари, уз велике губитке. Следећа, 1915. година донела је Србији нове жртве и разарања, својеврсни холокауст. Србија је била на врхунцу страдања, погођена епидемијама заразних болести и пегавог тифуса. Али, догађаји у Србији били су потиснути у други план. Рат на западу, на „досадном“ фронтуу коме су рововску битку водили Французи и Британци наспрам Немаца, однео је милион живота. Руси су се повлачили дуж целог источног фронта, уз велике губитке. Битка за Дарданеле завршила се крахом савезника. Али, без обзира на све, на апел за помоћ Србији, која јој је била најпотребнија, одазвали су се...нови јунаци рата, који нису носили оружје у руци, које је водила једна нова идеја, идеја хуманизма и самарићанства. Родили су се хероји и хероине човекољубља и хуманости. Глас хуманиста надјачао је ратничке трубе, њихов морал надвисио је „подвиге“ војсковођа, краљева, политичара ...
Међу тим јунацима нашли су се и Руски држављани, које су крајем 1914. године, прихватили иницијативу кнеза Григорија Николајевича Трубецког, новоименованог руског амбасадора у Београду и његове супруге Марије Константиновне, да  формирају Комитет помоћи Србији и Црној Гори при императорском руском посланству у Србији, и у његовој организацији ангажују добровољце и обезбеде неопходни санитетски материјала, болесничко рубље и лекове, одеће и обућу (200.000 топлих одела и 50.000 кратких бунди), па чак и оружје.
Дана 15. јануара 1915, кренула је у Србију мисија Одред РДЦК и града Москве, ради пружања хируршке и медицинске помоћи српским рањеницима и болесницима. Мисију су чинила 34 лица:
- књегиња Трубецки као помоћница управника болнице,
- пет лекара,
- 11 милосрдних сестара (московска Иверска општина),
- секретар,
- шеф рентген кабинета,
- два монтера,
- десет санитараца,
- Руску санитетску мисију Ниш је дочекао излепљен овим упозорењемнеколико помоћних радника.

Маршрута путовања: Кијев – Раздељнаја – Кишињев – Унгени руски и даље кроз Румунију у Србију све до Ниша у који је стигла 27. јануара 1915. године. У Нишу су руски мисионари на челу са књегињом одмах пприступили формирању Московске хируршку болницу у недовршеној згради нове нишке гимназије.

## Оснивање и рад болнице
Руска санитетска мисија  са задатком да у Нишу оснује болницу стигла је у Ниш у септембру 1914. године, преко Солуна. Ову медицинску екипу лично је опремила грофица Трубецкаја,  опремом вредном преко 250.000 америчких долара.  На челу екипе налазио се др Арсеније Джуверовић, Србин који је у Москви дипломирао на Медицинском факултету и био на пракси у Калуги.
По доласку у Ниш у екипу су прво била:
- два лекара,
- два санитетска инспектора
- пет медицинских сестара.

Тај број се доласком нових кадрова убрзо повећао на:
- 10 лекара
- 110 медицинских сестара

Хируршка болница је основана у  недовршеној згради  Прве нишке гимназије и по плану требало је да има 350 кревета за рањенике (у данима који наступају, када буде сасвим готова зграда). Међутим како је непрестано растао број заразних болесника део персонала  је одвојен за болницу за заразне болеснике, смештене у баракама код железничке станице Ниш.
Њен управник је био је познати хирург др С. И. Сироткин, а лекари др В. В. Семјаникова, Србин др Арсеније Џуверовић и др Н. В. Марчинковичева (који ће, као епидемиолог, преузети нешто касније Заразну болницу која је издвојена и смештена на крају града у баракама за колеричаре из претходног рата код железничке станице).
Московска болница је у свом саставу поред хируршког дела и амбуланте, имала и рендгенски и стоматолошки кабинет. У групи која је радила у болници били су зубни лекар др Јелена Сабеовић, апотекар Ђорђе Блејевић, десет болничара, три рендген-техничара и друго особље. Све медицинске сестре у Московској болници биле су ученице Женске високе школе у Москви, коју је организовало Иверско друштво (Јекатерина Бадурлова, Маријана Горлаинова, Јелена Лебедухова, Софија Горбе, Татјана Невзорова, Марија радиона, Олимпијада Лобанова, Александра Квјатковскаја, Татјана Толст, Љубов Горчом, Маргарита и Јелисавета Сундечић).
Од свих страних санитетских мисија које су боравиле у Краљевини Србији, једино су Руске санитетске екипе у Нишу, и Крагујевцу у свом саставу имале зубне лекаре све до повлачења српске војске. Како је овај период српске стоматологије слабо је разјашњен, остаје отворено питање да ли је већ тада у војно зубно лекарство уведена и реконструктивна стоматологија, или је то учињено тек у Водени, на Солунском фронту.

## Санитетско снабдевање
За материјалну помоћ становништву средства су пристизала из Русије са свих страна, слали су без изузетка сви ко је шта могао: одећа, рубље, чак и дечје играчке, књиге, медицински инструменти - стизали су у Комитет у огромним количинама. Било је отворено специјално складиште у које је смештено на крају године више од 50 вагона разних ствари. Посебно је био богато опремљен медицинско-санитетски део и руска централна апотека која је становништву давала све лекове које су лекари прописивали.

## Реорганизација болнице
Московска хируршка болница је првобитно имала 200 постеља у хируршком делу, а нешто касније и 150 у заразном.
У фебруару 1915. епидемија пегавог тифуса достигла је у Нишу велике размере. Градом су лутале избеглице. Импровизоване болнице у реквирираним зградама биле су претрпане тифусарима и рањеницима. Људи су умирали на улицама, није било ниједног дана без смрти од пегавца. Руси су из састава московске хируршке болнице издвојили посебан епидемиолошки одред и формирали одељење за заражене са 150 постеља, које је смештено у бараке Црвеног Краста заостале из Балканских ратова код железничке станице.

## Испомоћ
Овој болници у лечењу пегавог тифуса убрзо се придружила и модерно опремљена болница са 400 постеља коју је опремила Александринска општина бр. 3. На њеном челу налазио се доцент др Спаски. Поред њега у болници је радило седам лекара и четрдесет сестара.
Посредством српске посланства новембра 1914. у Ниш су приспеле лекари бактериолози др Екатерина Морозова и др Ксенија Давидова, а јануара 1915. и четири млада лекара др Лев Туник, др Мордух Циришкиј, др Клингер и др Зилбершланг.
У хаосу епидемије пегавца Руска епидемиолошка болница код Железничке станице у Нишу изашла је на глас по малој смртности пацијената захваљујући изванредној нези и залагању особља које је највећим делом и само преболело болест, укључујући и др Н. В. Марчинковичева.

## Крај рада и наставак рада на Солунском фронту
Крах српског одбране у Првом светском рату наступио је после жестоког напада скоро троструко надмоћнијих непријатеља са три стране дуж граничне линије од 1.290 километара, на јесен 1915. коју је било немогуће бранити без помоћи савезника (која је мимо српских очекивања изостала).
Приликом евакуације из Ниша у јесен 1915. године, са српском војском и реком избеглица кренули су у албанску голготу и чланови Московски  хируршке болнице са осталим члановима  руске мисија све до обале Јадранског мора, одакле су савезничким бродовима евакуисани у Русију.
У каснијем периоду рата они су се добрим делом укључили у рад новоосновани руских санитетских установа на Солунском фронту.
У ограниченим условима за евакуацији у Нишу је непријатељу остала велика количина санитетског материјала, укључјући ту и 12 вагона тек приспеле опреме (одећа и специјалних шатора за зимске услове).